# Мнацаканян, Сергей Мигранович
Сергей Мигранович Мнацаканян (4 августа 1944, Москва — 29 июня 2021, Москва) — советский и российский поэт, эссеист, литературный критик.

## Биография
Сергей Мнацаканян родился в Москве 4 августа 1944 года.
Много лет сотрудничал с «Литературной газетой». Публиковался в журнале «Новый мир», «Юность», «Октябрь», «Дружба народов», «Дети Ра»; в «Московском комсомольце», «Комсомольской правде»; в альманахах «День поэзии», «Поэзия» и др.
Первая книга поэта вышла в 1969 году, далее последовали «Станционная ветка» (1975), «Снежная книга» (1978), «Вздох» (1980), «Высокогорье» (1981), «Угол зренья», «Сестра милосердия» (1982), «Автопортрет» (1986), «Избранное», «Зимняя философия» (2004), «Русский палимпсест» (2005), «100 стихотворений» (2012), «Незримые сети» (2015) и другие. Книги поэта изданы общим тиражом свыше четверти миллиона экземпляров.
В 1998—2003 году под именем Ян Август писатель издал «Малое Семикнижие», в которое входят книга стихов «Похмелье», книга рассказов «Разыскивается…», собрание эссе о русской и мировой литературе «Прогулки во времени», запрещённая поэма «Медведково — 1982» и другие творения, написанные после 1991 года.
О стихах и прозе поэта писали Александр Аронов, Андрей Дементьев, Андрей Вознесенский, Александр Ткаченко, Евгений Рейн, Бахытжан Канапьянов и др.
Писал мемуары, которые объединил в книге портретов своих литературных собратьев «Ретроман, или Роман-Ретро» (Москва, издательствоство МИК, 2011).
Был членом Союза писателей СССР, Союза писателей Москвы, международного ПЕН-клуба и Союза журналистов Москвы.
Скончался 29 июня 2021 года. Прах захоронен на Армянском кладбище.

## Книги
Выборочно
- Сергей Мнацаканян Бескорыстье: Стихи. — Ереван: Айастан, 1969. — 36 с., портр.
- Сергей Мнацаканян Станционная ветка: Стихи. — М.: Молодая гвардия, 1975. — 31 с. (Молодые голоса)
- Сергей Мнацаканян Снежная книга: Стихи. — М.: Современник, 1978. — 142 с. (Новинки «Современника»)
- Сергей Мнацаканян Вздох: Стихи. Новая книга. — М.: Молодая гвардия, 1980. — 111 с.: портр.
- Сергей Мнацаканян Высокогорье: Стихотворения. — М.: Советский писатель, 1981. — 78 с.: портр.
- Сергей Мнацаканян Сестра милосердия: Книга лирики. — М.: Современник, 1982. — 112 с. (Новинки «Современника»)
- Сергей Мнацаканян Воздушный поцелуй: Стихотворения и поэмы. — М.: Молодая гвардия, 1985. — 127 с.
- Сергей Мнацаканян Автопортрет: Лирика. [Худож. Н. Пескова]. — М.: Современник, 1986. — 238 с.: ил.
- Сергей Мнацаканян Фантастика!: Стихи.; Рис. Е. Гурова. — М.: Правда, 1991. — 48 с.: ил. — (Библиотека «Крокодила» N 15 (1123)
- Сергей Мнацаканян Стихотворения.; [Худож. А. Яркина]. — М.: Молодая гвардия, 1991. — 240 с.: ил. — ISBN 5-235-01268-2 (БИС. Библиотека избранных стихотворений)
- Ян Август Прозрачные люди = Transparent people: Стихотворения 1998 г. — М.: Скиф, 1999. — 32 с. — ISBN 5-85699-117-6
- Сергей Мнацаканян Зимняя философия: Стихотворения и поэмы. [предисл. А. Д. Дементьева]. — М.: Молодая гвардия, 2004. — 422 с.: портр. — ISBN 5-235-02738-8 (Библиотека лирической поэзии «Золотой жираф»)
- Сергей Мнацаканян Русский палимпсест: Стихотворения. — М.: МИК, 2005. — 287 с.: портр. (в пер.) — ISBN 5-87902-023-1
- Сергей Мнацаканян Ретроман, или Роман-Ретро. — М.: МИК, 2012. (Авторская серия «Русский палимпсест»)
- Сергей Мнацаканян Дагерротипы: Стихи о творчестве, поэзии и поэтах. — М.: МИК, 2014. — 119 с. — ISBN 978-5-87902-300-8
- Сергей Мнацаканян Незримые сети: Стихотворения. — М.: У Никитских ворот, 2015. — 130 с. — ISBN 978-5-906787-34-7 (Московские поэты)
- Сергей Мнацаканян Прекрасные люди, или Мемуары старого москвича. — М.: МИК, 2017. — 405 с.: ил., портр. — 2000 экз. — ISBN 978-5-87902-368-8 (Авторская серия «Русский палимпсест»)

## Награды и премии
- Орден Дружбы (1 июля 2010) — за большие заслуги в области культуры, печати, телерадиовещания и многолетнюю плодотворную творческую деятельность[4].
- Премия Правительства Российской Федерации в области культуры (23 декабря 2013 года) — за просветительский проект в области литературы «Альманах «День поэзии — XXI век»[5]
- Благодарность Министра культуры и массовых коммуникаций Российской Федерации (29 декабря 2005) — за многолетнюю плодотворную деятельность по освещению вопросов культуры в средствах массовой информации и в связи с Днём российской печати[6].
- Лауреат литературных премий журналов «Юность» и «Кольцо „А“, Международной Лермонтовской премии (2005), Гран-при конкурса переводов тюркоязычной поэзии АкТорна (Белый журавль») (первое место в номинации перевод «Философской лирики», 2012), короткий список Бунинской премии (2012)[7].